# Marismas del Ampurdán
Las marismas del Ampurdán (en catalán y oficialmente Aiguamolls de l’Empordà) son un conjunto de humedales generados por el curso final del río Muga y del Fluviá (Alto Ampurdán) y del Ter y del Daró (Bajo Ampurdán), constituyendo la segunda zona húmeda más importante de Cataluña (España), después del delta del Ebro.
Esta área húmeda del Alto Ampurdán fue declarada Paraje de Interés Natural según una ley aprobada por el Parlamento de Cataluña en 1983.

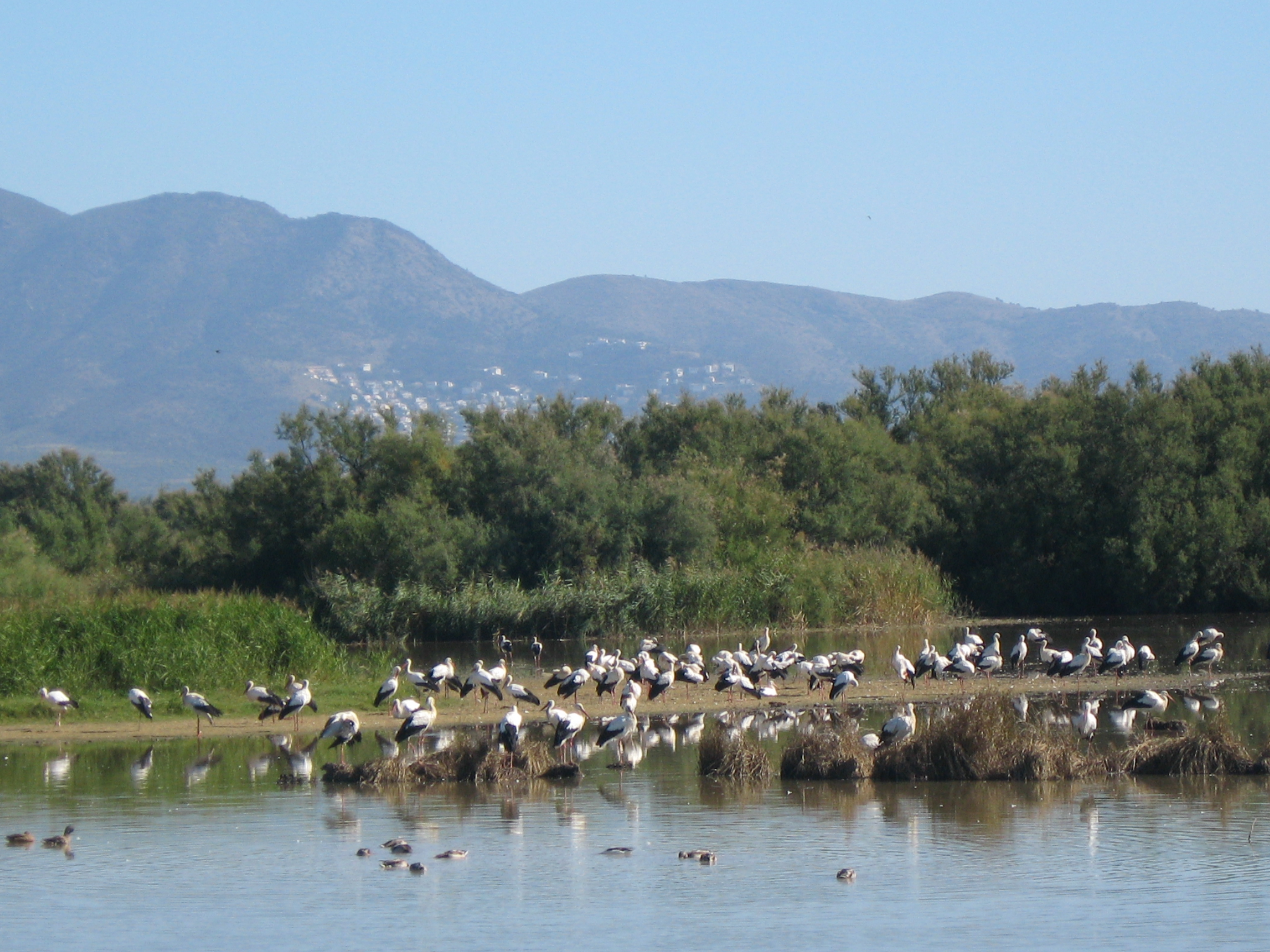
Cigüeñas en las marismas.

Tiene una extensión de 4824 hectáreas y abarca las tierras del curso bajo del río Muga y del Fluviá (lago de Vilaüt, la Massona, la Rogera, la Llarga...), junto con una amplia zona periférica.
Su principal interés se encuentra en la riqueza de la fauna ornitológica, especialmente migratoria.
La declaración de tierras protegidas afecta a nueve municipios: Pau, Rosas, Pedret y Marsá, Perelada, Palau Sabardera, La Armentera, La Escala, San Pedro Pescador y Castellón de Ampurias.
El año 1995 el parque natural de las Marismas del Ampurdán empezó la reintroducción de nutrias en los ríos Fluviá y Muga, dejando en libertad un primer ejemplar traído de Extremadura. Esta experiencia, al igual que otras similares como la impulsada en Aigüestortes, permiten que este mamífero vuelva a un hábitat natural del que prácticamente había desaparecido.